# Social- och hälsovårdsreformen i Finland
Social- och hälsovårdsreformen i Finland (finska: Sote-uudistus) är ett projekt för att överföra det mesta av ansvaret för social- och hälsovård från kommuner och samkommuner (kommunförbund) till landskap (delvis motsvarande landstingen i Sverige), som skall skapas i och med reformen. Landskapen skall också överta de nuvarande landskapsförbundens och en del av den statliga regionalförvaltningens uppgifter. Reformen var ett av de viktigaste projekten i regeringen Sipiläs program. Det centrala lagförslaget drogs bort för ny beredning sommaren 2017 då det konstaterats på flera punkter bryta mot grundlagen. Projektet i sin helhet förföll vintern 2019, då riksdagens talman slog fast att lagpaketet inte hinner behandlas innan riksdagsvalet och Sipilä som en följd av det lämnade in regeringens avskedsansökan.
Behovet att reformera vården uppfattas kvarstå och regeringen Rinne kommer antagligen att fortsätta arbetet, men hösten 2019 var det ännu oklart i vilken mån man skulle komma att utnyttja den föregående regeringens arbete, och det arbete som gjorts i kommuner och samkommuner utgående från regeringen Sipiläs riktlinjer.
Ett nytt lagpaket om reformen arbetades fram av regeringen Marin. Det godkändes sommaren 2021. Istället för landskap delas landet in i välfärdsområden, med i de flesta fall samma geografiska utsträckning. Det första valet till välfärdsområdesfullmäktige ordnades den 23 januari 2022. Fullmäktige inleder sitt arbete den 1 mars 2022. Till dess, från den 7 september, arbetar ett förberedande organ kallat Vate – mycket förberedande arbete har dock gjorts av andra instanser. Välfärdsområdena tar över social- och hälsovården från den 1 januari 2023.
Förändringen kommer att vara massiv. Bara inom Egentliga Finland, som är det näst största välfärdsområdet, skall 21 000 anställda flyttas över till välfärdsområdet från bland annat kommunerna, sjukvårdsdistriktet och räddningsväsendet.